# Adrian Lee
Adrian Lee (Londra, 9 settembre 1957) è un musicista britannico.
Ha collaborato con vari artisti e gruppi musicali, tra cui Mike + The Mechanics.

## Biografia e carriera
Lee è stato inizialmente ingaggiato dalla Phonogram Records alla fine degli anni '70 come chitarrista della band Red Hot. Hanno pubblicato un singolo, L-L-Lazy Days (1976), prodotto da Mutt Lange.
Il primo grande impegno di Lee lo portò a suonare la chitarra e le tastiere nei tour di Cliff Richard alla fine degli anni '70 e nel suo album del 1979, Rock 'n' Roll Juvenile. Nel 1980, Lee divenne membro della band goth rock britannica, Toyah, co-scrivendo canzoni tra cui il singolo di successo, Thunder in the Mountains, e rimase con loro fino al 1982. Lo stesso anno ha pubblicato il suo unico album solista, intitolato The Magician. Continuò a scrivere per Toyah Willcox e apparve nel suo album del 1985, Minx, per il quale lui e Wilcox scrissero Soldier of Fortune, Terrorist of Love.Minx fu prodotto da Christopher Neil. Neil ha chiesto a Lee di suonare il primo album dei Mike + The Mechanics. Lee è stato membro dei Mike + The Mechanics fino al 1995.
Lee ha continuato a scrivere, produrre e esibirsi con altri artisti durante il suo periodo con i Mechanics. Nel 1985, Lee è stato coinvolto con la produzione, la scrittura e le tastiere per il gruppo Space Monkey, e ha registrato su album con artisti come Silent Running nell'album Deep (1989), Stephen Bishop, Joan Armatrading, Chris de Burgh e 10cc. Lee è accreditato come co-produttore nell'album del 1995 di 10cc, Mirror Mirror.
Lee ha composto la musica per la serie 1994 della CITV The Ink Thief.
Successivamente Lee ha anche lavorato su colonne sonore di film come The Reckoning, The Medallion e Training Day.